# Vierkampf (Eisschnelllauf)
Im Eisschnelllauf werden neben Einzelstrecken-Wettbewerben auch Kombinationen mehrerer, meist vierer Einzelstrecken gelaufen. Diese werden als Vierkämpfe bezeichnet.
Beim Stand von 2010 gemäß dem Regelwerk der DESG gelten folgende reguläre Wettkampfkombinationen in der Reihenfolge der Durchführung:
- der „Mini-Vierkampf“ über 500, 1500, 1000 und 3000 Meter,
- der „Kleine Vierkampf“ über 500, 3000, 1500 und 5000 Meter,
- der „Große Vierkampf“ über 500, 5000, 1500 und 10.000 Meter,
- der „Sprint-Vierkampf“ über die je zweimal gelaufenen Strecken von 500 und 1000 Meter.

Allgemein werden die Vierkämpfe wegen ihres Charakters als Vielseitigkeitsprüfung auch als Allround-Mehrkämpfe bezeichnet.

## Wertungsmodus
Für die Rangliste der Wettkampfteilnehmer werden die Zeiten der einzelnen Läufe jeweils auf den Durchschnitt für einen 500-Meter-Abschnitt in Sekunden umgerechnet und mit den entsprechenden Werten der anderen drei Läufe des Vierkampfs zu einer Punktzahl addiert (Abgerundet auf die dritte Kommastelle). Der Läufer mit der kleinsten erreichten Punktzahl wird zum Sieger und gegebenenfalls zum Rekordhalter erklärt. Die jeweils nächstfolgend platzierten Läufer ergeben sich aus den jeweils nächsthöheren Punktzahlwerten. Das Endklassement ergibt sich somit ausschließlich aus den auf 500-Meter-Distanzen umgerechneten Durchschnittszeiten, nicht aus der Platzierung in den Einzelläufen.
 Beispiel

Die Punktzahl des am 18. und 19. März 2006 in Calgary von Shani Davis aufgestellten Weltrekords im Großen Vierkampf belief sich auf 145,742 Punkte, die sich aus den folgenden Streckenzeiten ergaben:
| Strecke      | Zeit in Minuten | Zeit in Sekunden | Zeit für 500 Meter in Sekunden = Punktzahl |
| ------------ | --------------- | ---------------- | ------------------------------------------ |
| 500 Meter    | -               | 035,17           | 35,170                                     |
| 5000 Meter   | 06:10,49        | 370,49           | 37,049                                     |
| 1500 Meter   | 01:42,68        | 102,68           | 34,226                                     |
| 10.000 Meter | 13:05,94        | 785,94           | 39,297                                     |
| Gesamtpunkte | Gesamtpunkte    | Gesamtpunkte     | 145,742                                    |

## Geschichte
Die Streckenlängen waren ursprünglich nach Geschlecht und Altersgruppe unterschiedlich festgelegt.
Von 1949 bis 1955 wurden bei den Frauen die Streckenkombinationen 500, 3000, 1000 und 5000 Meter gelaufen. 1955 entschied die ISU, die Strecke von 5000 Metern für Frauen-Wettkämpfe nicht mehr zuzulassen. Der damalige „Große Vierkampf“ wurde umgewandelt in die Streckenkombination 500, 1500, 1000 und 3000 Meter, den heutigen „Kleinen Vierkampf“ der Frauen. 1982 wurde nach Wiedereinführung der 5000-Meter-Strecke bei den Frauen eine neue Streckenkombination für deren „Großen Vierkampf“ eingeführt mit den Teilstrecken 500, 3000, 1500 und 5000 Meter.

## Verkürzte Vierkämpfe
Ausgehend von den "Standard" Vierkämpfen gibt es verkürzte Varianten. Grund kann sein, dass eine Strecke z. B. durch schlechtes Wetter abgesagt wurde. Verkürzter Mehrkampf sind aber auch regulär durchgeführte Wettkämpfe.
| Mehrkampf  | ...Zweikampf | ...Dreikampf      |
| ---------- | ------------ | ----------------- |
| Sprint...  | 500, 1000 m  | 500, 1000, 0500 m |
| Mini...    | 500, 1500 m  | 500, 1500, 1000 m |
| Kleiner... | 500, 3000 m  | 500, 3000, 1500 m |
| Großer...  | 500, 5000 m  | 500, 5000, 1500 m |

## Trivia
Es kann vorkommen, dass zwei Sportler nach der letzten Strecke bis auf die dritte Kommastelle die gleiche Punktzahl haben. In diesem Fall ist der Sportler vorne zu klassieren, der auf der längsten Strecke schneller war.